# Пегий водяной тиранн
Пегий водяной тиранн (лат. Fluvicola pica) — вид птиц из семейства тиранновых.

## Распространение
Распространён в Южной Америке. Обитает в тропиках от Панамы и Тринидада на севере до Боливии и Аргентины на юге.
Живёт в заболоченных саваннах и на опушках мангровых болот.

## Описание
Длина тела 13,5 см, масса 13 г. Взрослые особи в основном белые, с чёрным оперением шеи и затылка, спины, крыльев и хвоста. Самки похожи на самцов, при этом у самок чёрный цвет может быть смешан с коричневым, а у молодых особей в коричневый цвет окрашены те части тела, что являются чёрными у взрослых.

### Вокализация
Издают назальный крик djweeooo.

## Биология
Питаются насекомыми. Гнездо овальной формы в виде мяча с боковым входом. Строится из растительного материала рядом с водоёмом или над поверхностью воды. Обычно в кладке 2—3 кремово-белых яйца с несколькими коричневыми пятнами, которые насиживают оба родителя. Гнездовыми паразитами птиц иногда являются коровьи трупиалы.

## Охранный статус
МСОП присвоил виду охранный статус LC.